# Ботвід Шведський
Ботвід (швед. Botvid), відомий також як Святий Ботвід — шведський місіонер, проповідував у Швеції на межі ХІ та ХІІ століть. Християнський святий.

## Біографія
Ботвід народився в Седерманланді на сході Швеції. Він вирушив торгувати до Англії, де познайомився з християнами і навернувся до християнської віри. Разом з Зигфрідом з Векше, а також Давидом з Мункторпа і Ескілем Тунським вирушив поширювати християнство до Швеції. Місіонери проповідували головним чином в Седерманланді і Вестманланді, в районі озера Меларен. Згідно з легендою, Ботвіда убили сокирою під час прогулянки в Седерманланді. Ботвід похований у Салемській церкві (Salems kyrka) близько 1120 року.

## Вшанування
В іконографії святий Ботвід зображується з сокирою та рибою. Ботвід зображений на печатці та гербі муніципалітету Боткирка, де він носить сокиру і рибу. Назва Боткирка (швед. Botkyrka) зі шведської мови перекладається як «Церква Ботвіда». Святий Ботвід є одним зі святих-охоронців Седерманланда разом із святим Ескілем.